# Opisthoxia crepuscularia
Opisthoxia crepuscularia är en fjärilsart som beskrevs av W. Warren 1907. Opisthoxia crepuscularia ingår i släktet Opisthoxia och familjen mätare. Inga underarter finns listade i Catalogue of Life.